# Bröderna Fåglum

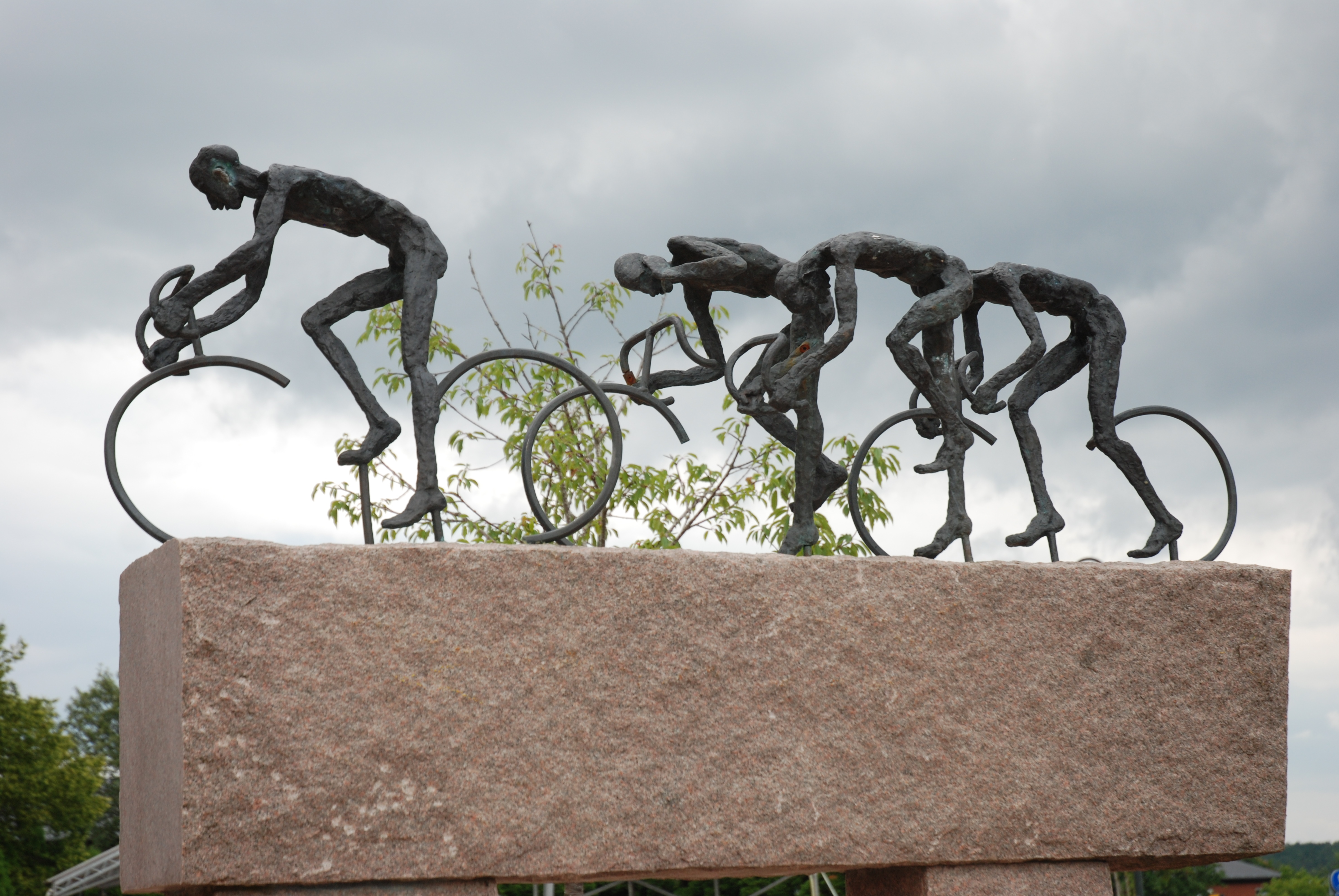
Bröderna Fåglum-skulpturen av Bosse Anås på Murartorget i Vårgårda

Bröderna Fåglum är en brödrakvartett från Vårgårda i Västergötland som under 1960-talet tillhörde världens cykelelit. Bröderna Fåglum fick sitt namn efter orten Fåglum i Essunga kommun, vars cykelklubb de en tid cyklade för. Bröderna var bland annat med i lagtempoloppen vid OS i Tokyo 1964 (bronsmedalj) och Mexiko 1968 (silver). 1967 mottog de tillsammans Bragdguldet. På Tånga Hed i Vårgårda finns i dag ett museum över bröderna Fåglum för segern i VM (lagtempo) 1967. Segern i VM upprepades sedan två gånger (1968 och 1969).

## Bröderna Fåglum
- Erik Fåglum
- Gösta Pettersson
- Sture Fåglum
- Tomas Fåglum

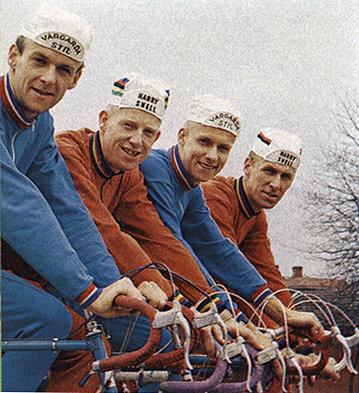
Fåglumbröderna 1967

Att notera är att Erik, Sture och Tomas tog sig efternamnet Fåglum, medan Gösta behöll efternamnet Pettersson.